# دلفین سیریگ
دلفین سریگ (فرانسوی: Delphine Seyrig‎; ۱۰ آوریل ۱۹۳۲ – ۱۵ اکتبر ۱۹۹۰) هنرپیشه و کارگردان فیلم اهل فرانسه بود.
از فیلم‌هایی که وی در آنها نقش داشته‌است می‌توان به آسیاب بادی سیاه، سال گذشته در مارین‌باد، جذابیت پنهان بورژوازی، تصادف، روز شغال، راه شیری و ژان دیلمان، شماره ۲۳ که‌دو کومرس، ۱۰۸۰ بروکسل اشاره کرد.